# Porträtt av Ugolino Martelli
Porträtt av Ugolino Martelli är en oljemålning av den italienske konstnären Agnolo Bronzino. Den målades cirka 1536–1540 och ingår sedan 1878 i samlingarna på Gemäldegalerie i Berlin.
Bronzino var framför allt verksam i Florens och var en av manierismens ledande porträttmålare. I detta porträtt framställs aristokraten Ugolino Martelli (1519-1592) som lärd, omgiven av verk av Homeros (Iliaden som ligger uppslagen på bordet), Vergilius och den samtida poeten och humanisten Pietro Bembo. 
I bakgrunden avbildas Martellis palats och en marmorstaty som var i hans ägo och föreställer kung David med Goljats huvud vid fötterna. David var en symbol för den florentinska republiken och möjligen uttrycker Martelli sin lojalitet till republiken genom att inkludera statyn i målningen. Statyn är attribuerad till Antonio eller Bernardo Rossellino och dateras till omkring 1461–1479. Den tidigaste noteringen om statyn är från en inventering av Luigi d'Ugolino Martellis samlingar 1488 då den tillskrevs Donatello. Statyn såldes 1916 av Martellis ättlingar till den amerikanske konstsamlaren Joseph E. Widener som 1942 donerade den till National Gallery of Art där den är utställd idag. 
National Gallery of Art äger också ett annat porträtt av Ugolino Martelli, utförd med oljefärg på pannå av en okänd 1500-tals konstnär, troligen verksam i Jacopo da Pontormos verkstad.  

## Bildgalleri

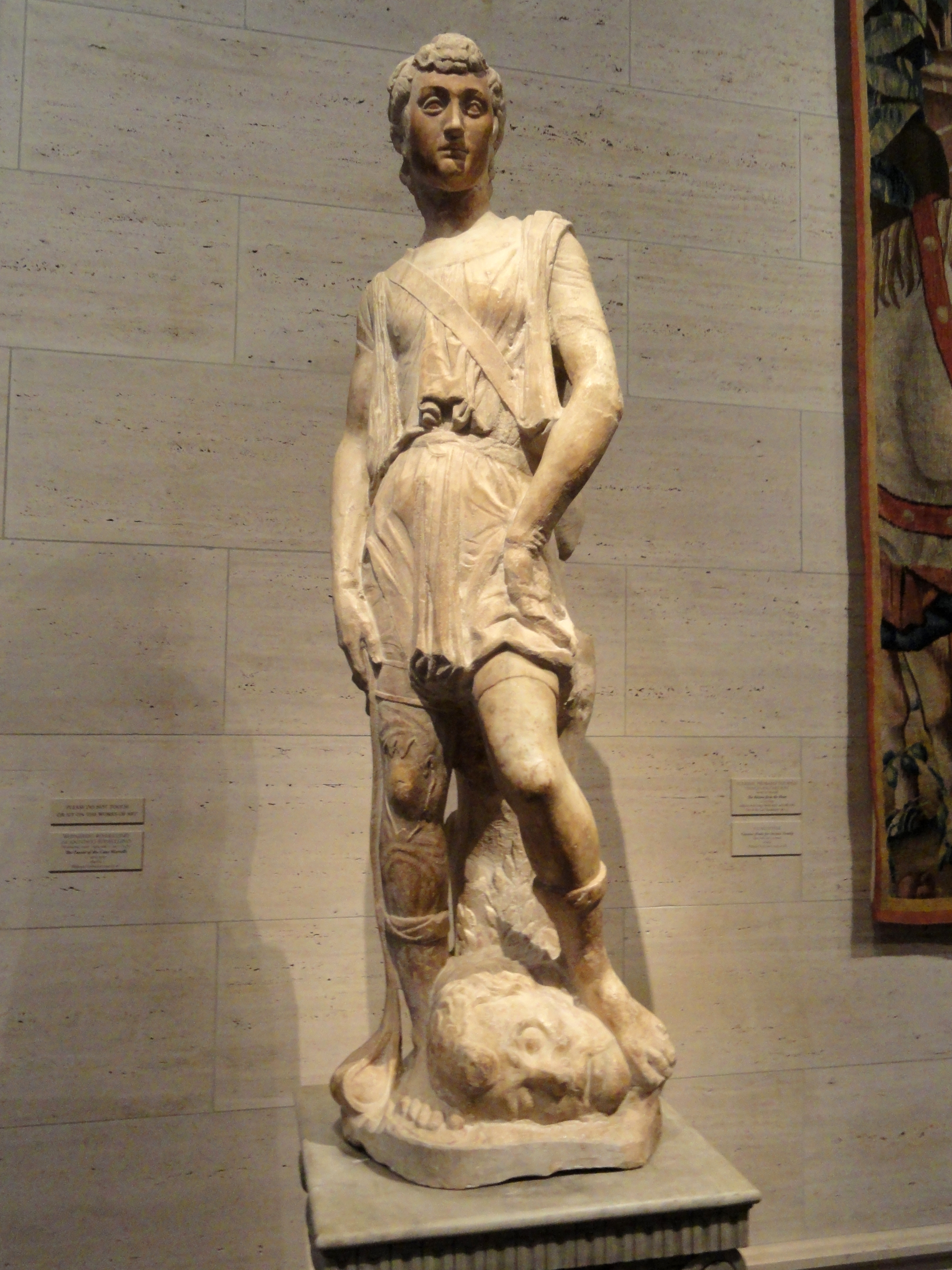
David från Casa Martelli av Antonio eller Bernardo Rossellino. Daterad till cirka 1461–1479. National Gallery of Art.
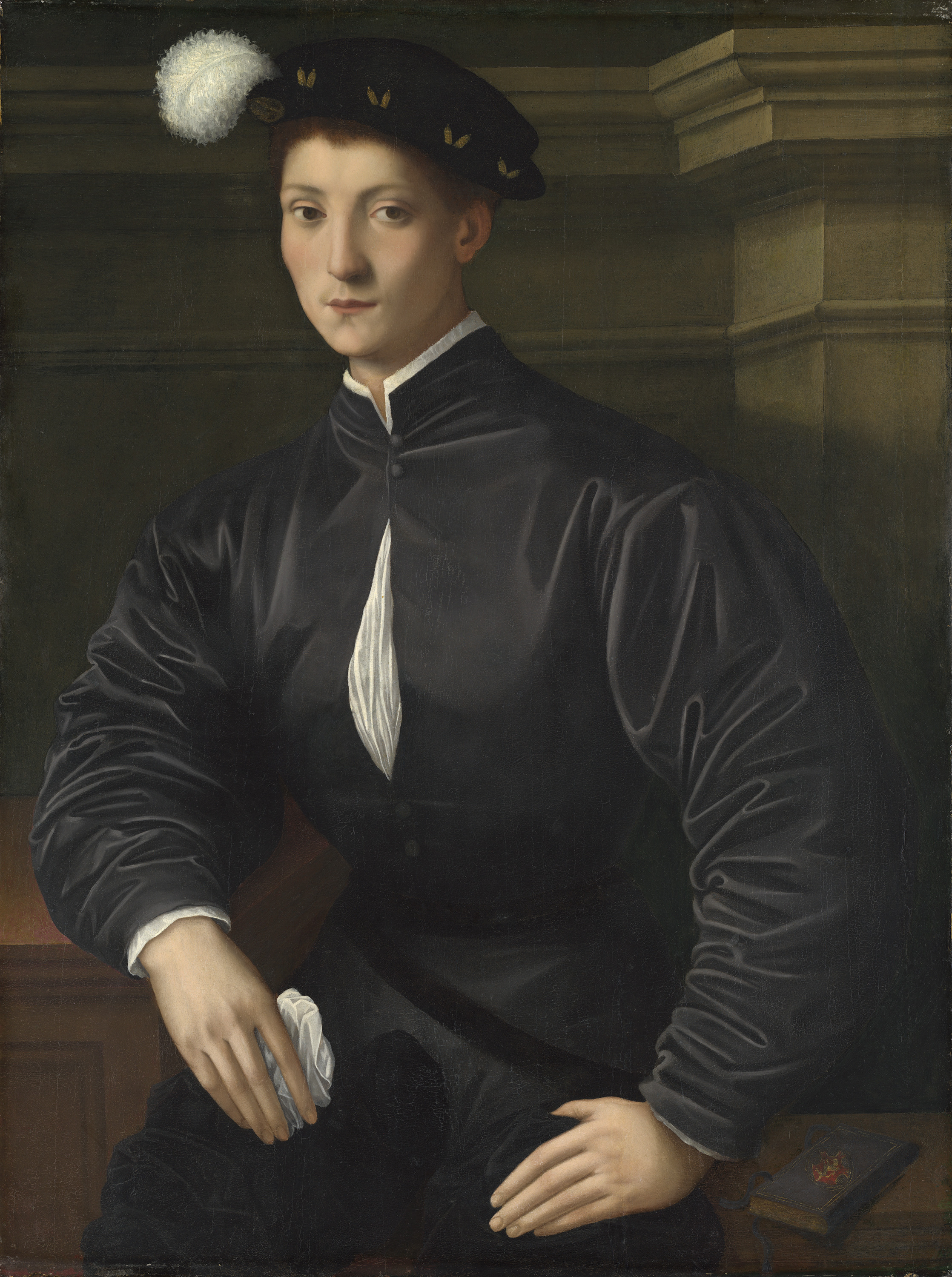
Porträtt av Ugolino Martelli av okänd konstnär (91 x 64 cm) ingår i National Gallery of Arts samlingar sedan 1939.